# هنري ل. نيوهاوس

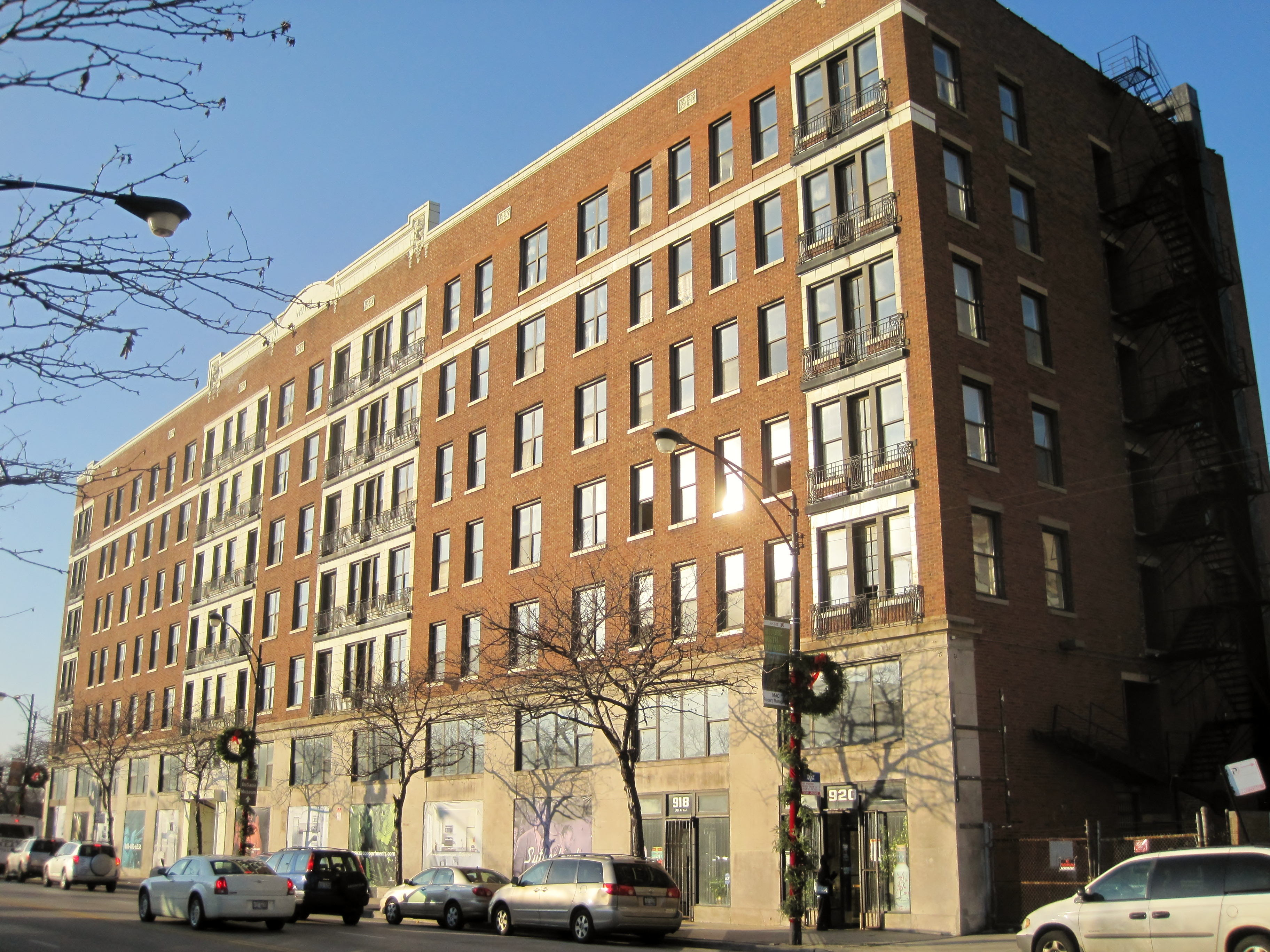
فندق ساذرلا

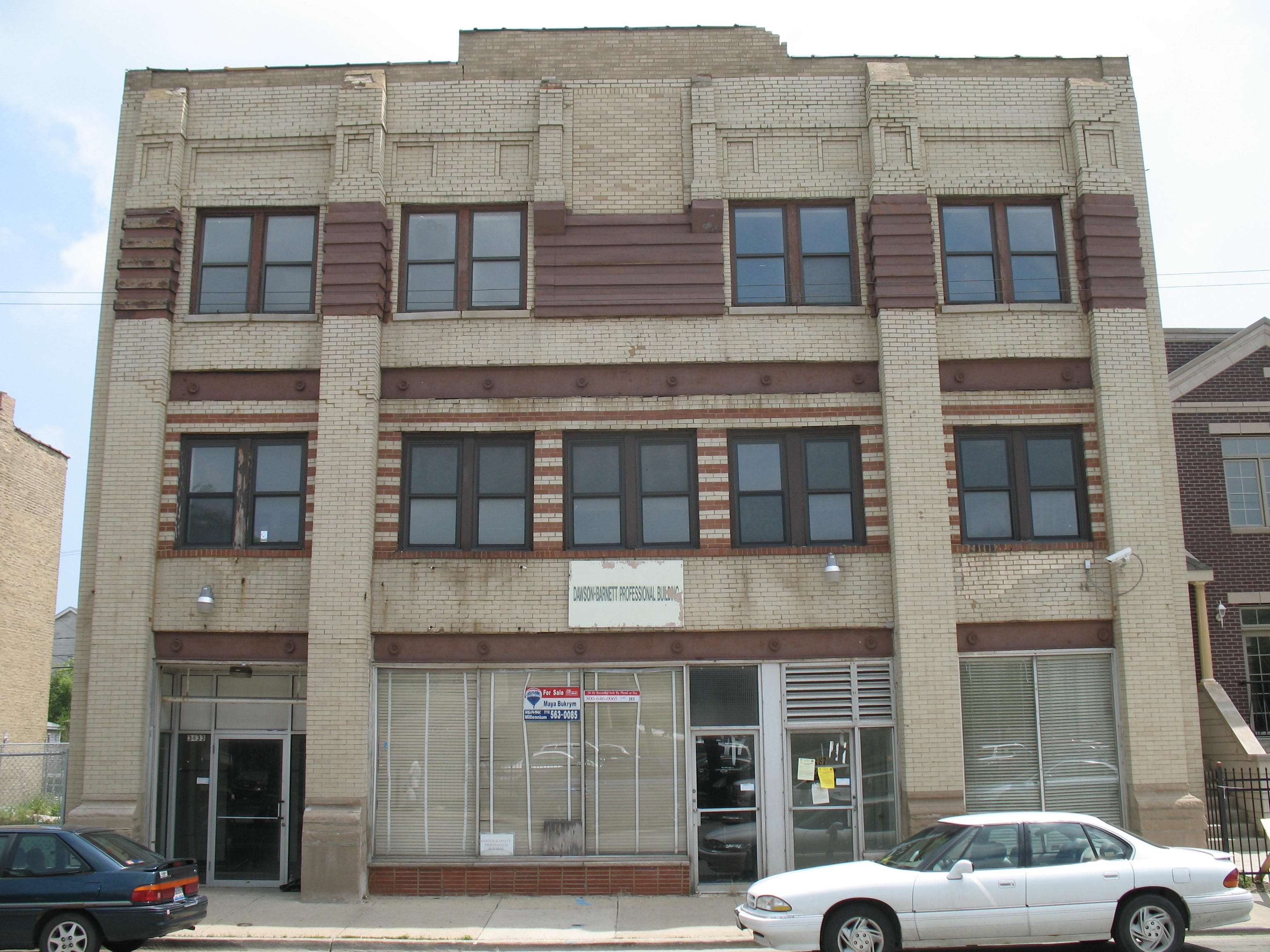
مبنى شيكاغو ديفندر

هنري ل. نيوهاوس (1874-1929) هو مهندس معماري من شيكاغو بولاية إلينوي الأمريكية.  تشمل أعماله مسرح ميلفورد في شيكاغو، ومسرح بلاكستون ستيت وفندق ساذرلاند . كما صمم في عام 1903 عيلام هاوس،  ومبنى شيكاغو دينفر.

## شراكته في "نيوهاوس وبيرنهام"
أسس شركة نيو هاوس وبيرنهام، مع فيليكس بيرنهام عام 1913. وتضمنت مشاريع الشركة فندق شورلاند، ومبنى شركة "ميمث لايف أند أكسدنت انشورنس" ومسرح ماكفيكرز عام 1923.  وصممت نيو هاوس عدة مسارح لسلسلة مسرح آشر براذرز. كما صمم كنيستين يهوديتين.

## من أعماله
- عيلام هاوس (1903)
- فندق ساذرلاند: بدأ البناء في عام 1917 لكنه لم يكتمل حتى عام 1925 بعد أن صادره الجيش الأمريكي لاستخدامه كمستشفى.

- مسرح ديفون (1915)
- مسرح فروليك (1915)
- مسرح ميلفورد (شيكاغو) (1917)
- مسرح هوارد [4] (1918)
- مسرح بلاكستون ستيت (1919)
- قصر سيمون ماركس (1903)[5]
- مبنى شيكاغو ديفندر (1899)

- مسطح مارك (1913) [6]
- تصاميم لتي جي ديكنسون في محكمة واشنطن بارك [6]
- مبنى كينزي [7]
- مبنى أوربت [8]
- مسرح كولومبوس (1916) [9]
- مبنى ليدر [10]
- عمارة سكنية لإيزادور أ. روبل [10]